# Mercedes-Benz L4500
Mercedes-Benz L 4500 — среднетоннажный двухосный грузовой автомобиль, выпускавшийся заводами, Daimler-Benz с 1939 г. по 1944 г. и Saurer с 1944 г. по 1945 г. в нескольких модификациях. Автомобиль строился в двух модификациях — L 4500 A (полный привод) и L 4500 S (задний привод). Автомобиль широко использовался гражданскими и военными службами нацистской Германии во время войны как на западном, так и на восточном фронте. В 1943 году металлическая кабина была заменена на деревянную в целях экономии материалов.

## Конструкция
L 4500 — двухосный грузовик, с U-образны профилем рамы, передней и задней жесткой осью. Оси подвешены на рессорах. На передней оси по одному колесу, на задней по два раздельных колеса. Тормозная система гидравлическая на все колеса, имеется пневматический усилитель тормозов. Ручной тормоз действует только на задние колеса. Движущая сила передается от двигателя через пяти-ступенчатую механической коробку передач с промежуточным валом. Имеется пониженная передача.
Двигатель четырёхтактный дизельный 112-сильный с шестью цилиндрами в линию клапанами OHV, косвенным впрыском и водяным охлаждением. Топливо подается из топливного насоса высокого давления, производитель Bosch или Deckel.
Конструкция ходовой сделана таким образом, чтобы грузовики можно было использовать на железнодорожных путях. Грузовик укомплектовали не только быстросменными металлическими колесами с ребордами, но и железнодорожными буферами, устройствами сцепления, мощным воздушным компрессором для тормозной системы, а на крыше кабины установили сирену. Чтобы Мерседес-Бенц мог ехать и по колее не европейского типа, в ступицах колес установили устройства, с помощью которых можно было менять ширину колеи.

### L 4500 R Maultier
Во время блицкрига 1941 года оказалось, что даже автомобили с полным приводом не справляются с неблагоприятными условиями СССР. Было разработано гусеничное шасси, названное «Maultier». Данные автомобили снабжались надежным гусеничным движителем от легкого танка PzKpfw-II Проблемой данного типа грузовиков была низкая скорость в 36 км/ч и высокий расход топлива 70 л /100 км на дороге (увеличилось в два раза в поле). В период с 1943 по 1944 год было выпущено 1486 шт..

## Модификации
- L 4500 A — полноприводный грузовой автомобиль.
- L 4500 S — заднеприводный грузовой автомобиль.
- L 4500 R Maultier — полугусеничный грузовой автомобиль.

## Машины на базе
- L 4500 °F — пожарная автолестница.
- L 4500 S Lf25 — пожарный автомобиль.
- зенитная установка — так как под конец войны рейху не хватало металла, то в качестве защиты установили броню только на кабину и прикрыли ей радиатор. А зенитное орудие со всем расчетом оставалось не защищенным и доступным для противника в открытом, как на ладони, грузовом кузове. Такая ЗСУ использовалась до самого конца войны.

Так же, грузовики отличаются кабинами выпуска 1939 года (металлическая) и 1942 года (деревянно-металлическая).

## Сохранившиеся экземпляры
Музейный экспонат находится в Германии, в Музее техники в Зинсхайме. Точное количество сохранившихся экземпляров неизвестно, но их достаточно много, можно увидеть действующие экземпляры на YouTube, например:
- https://www.youtube.com/watch?v=oU1VKqR7PG8
- https://www.youtube.com/watch?v=-786wJTzBbo
- https://www.youtube.com/watch?v=UvZLwP5o-2Q

## В произведениях культуры и искусства
Автомобиль L 4500 с металлической кабиной представлен в фильмах:
- Дождливый июль 1957 года.
- Домашняя война 1965 года.
- Иди и смотри 1985 года.
- Штурмовики СС 2006 года.
- Наши матери, наши отцы 2013 года.

Автомобиль L 4500 с деревянной кабиной можно увидеть в фильме:
- Преданные 1954 года.

Пожарный автомобиль L 4500 S Lf25 можно увидеть в фильмах:
- Время любить и время умирать 1958 года.
- Ремагенский мост 1969 года.

### Масштабные модели
В масштабе 1:35
- «Звезда» (L 4500 A выпуска 1939 года, L 4500 выпуска 1942 года, L 4500 R Maultier выпуска 1939 года) в пластике;
- «Revell» (L 4500 R Maultier выпуска 1939 года) в пластике;
- «Eagle CZ» (L 4500 R Maultier выпуска 1942 года) в смоле;
- «Projekt Resin Model» (L 4500 A выпуска 1939 года) в смоле;
- «Real Model» (L 4500 A выпуска 1939 года) в смоле;
- AL-BY (L 4500 A выпуска 1939 года) в смоле;
- «Elite Models» (L 4500 R Maultier выпуска 1939 года) в смоле.
- «AFV Club» (L 4500 S) в пластике.

В масштабе 1:72
- «AL-BY» (L 4500 A выпуска 1939 года) в смоле;
- «Wespe Models» (L 4500 A выпуска 1939 года) в смоле;
- «Schatton Modellbau» (L 4500 A выпуска 1939 года, L 4500 выпуска 1942 года, L 4500 R Maultier выпуска 1939 года, L 4500 R Maultier выпуска 1942 года) в пластике.